# 애비 라이더 포트슨
애비 라이더 포트슨(Abby Ryder Fortson, 2008년 3월 14일 ~ )은 미국의 배우이다.

## 출연 작품
- 앤트맨과 와스프 - 캐시 랭 역
- 안녕 베일리 - 어린 씨제이 역